# 1984 (revista)
1984 va ser el títol de dos revistes mensuals especialitzades en la fantasia i la ciència-ficció per a adults: Una nord-americana i una altra catalana editada en espanyol, que al principi compartien molt del seu material. La versió nord-americana, el primer número va aparèixer el juny de 1978 i va ser editada per Warren Publishing, va passar a denominar-se 1994 a partir de 1980. La versió espanyola, que a partir de l'any 84 va canviar el nom per Zona 84, va ser editada per Toutain Editor a partir de novembre de 1978, formant part de l'anomenat boom del còmic adult a Espanya. Totes dues van ser batejades amb el títol de la cèlebre novel·la de George Orwell, encara que al principi es va barrejar el nom de Yesterday, Today and Tomorrow.

## L'edició nord-americana (1978-1983)
La revista americana va ser en part una resposta a l'èxit de Heavy Metal (una versió de la revista francesa Métal Hurlant).
La versió americana es va nodrir en una primera etapa amb nombrosos artistes catalans representats als Estats Units per Josep Toutain a través de la seva companyia Selecciones Ilustradas i que des de temps enrere treballaven per a altres revistes de la Warren com  Creepy ,  Eerie  i  Vampirella . Va deixar d'editar el febrer de 1983 a causa de la fallida de la Warren.

## L'edició espanyola (1978-1992)

### 1984
La versió espanyola va sorgir del seu editor Josep Toutain i de Luis Vigil, seguint el model de la seva homònima americana editada per Warren Publishing amb èxit des de feia alguns mesos. La seva extensió inicial era de 60 pàgines, 8 d'elles a color, i un preu de 75 pessetes. No tenia publicitat excepte alguna promoció d'altres publicacions de l'editorial. Durant aquesta etapa es van editar un total de 64 números i des de 1980 un almanac o nombre especial cada any. Ràpidament els continguts es van anar desmarcant dels de la versió americana i es van centrar més en autors catalans i espanyols, que van gaudir en aquesta publicació d'una gran llibertat creativa i bones condicions laborals.

### ZONA 84
L'any 1984, i per evitar un anacronisme en el títol, després de diverses especulacions la revista va ser rebatejada com Zona 84, amb una extensió ampliada a 100 pàgines i major proporció d'elles en color. En aquesta època es van editar un total de 96 números, i s'hi van publicar encara durant un temps historietes notables.

### Autors
Tant a la revista 1984 com a Zona 84 van col·laborar artistes, de renom mundial com, Howard Chaykin, Horacio Altuna, Richard Corben, Juan Giménez, catalans com Josep Maria Beà, Jordi Bernet i Cussó, Fernando Fernández, Alfonso Font, José González i espanyols com Carlos Giménez, Esteban Maroto, Miguelanxo Prado, Luis Bermejo i José Ortiz entre d'altres.